# معراج‌نامه (نگارگری)
معراج‌نامه به نگارگری‌های ایرانی گفته می‌شود که معراج (سفر محمد از مسجدالاقصی به آسمان) را به تصویر کشیده‌اند. دوره رواج معراج‌نامه از ایلخانان آغاز شد و به دوران قاجاریان ختم شد. قدیمی‌ترین معراج‌نامه موجود، در کتاب جامع‌التواریخ رشیدالدین فضل‌الله همدانی به قرن هشتم هجری یافت می‌شود.
معراج‌نامه میرحیدر اهمیت زیادی در مطالعه مکتب هرات قرن نهم هجری دارد.

## نگارخانه

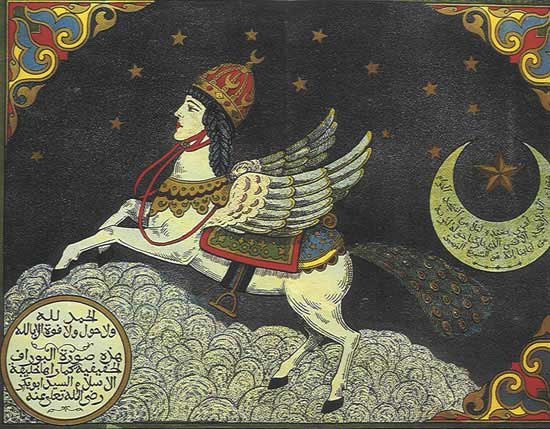
نگارگری مغولی قرن هفدهم
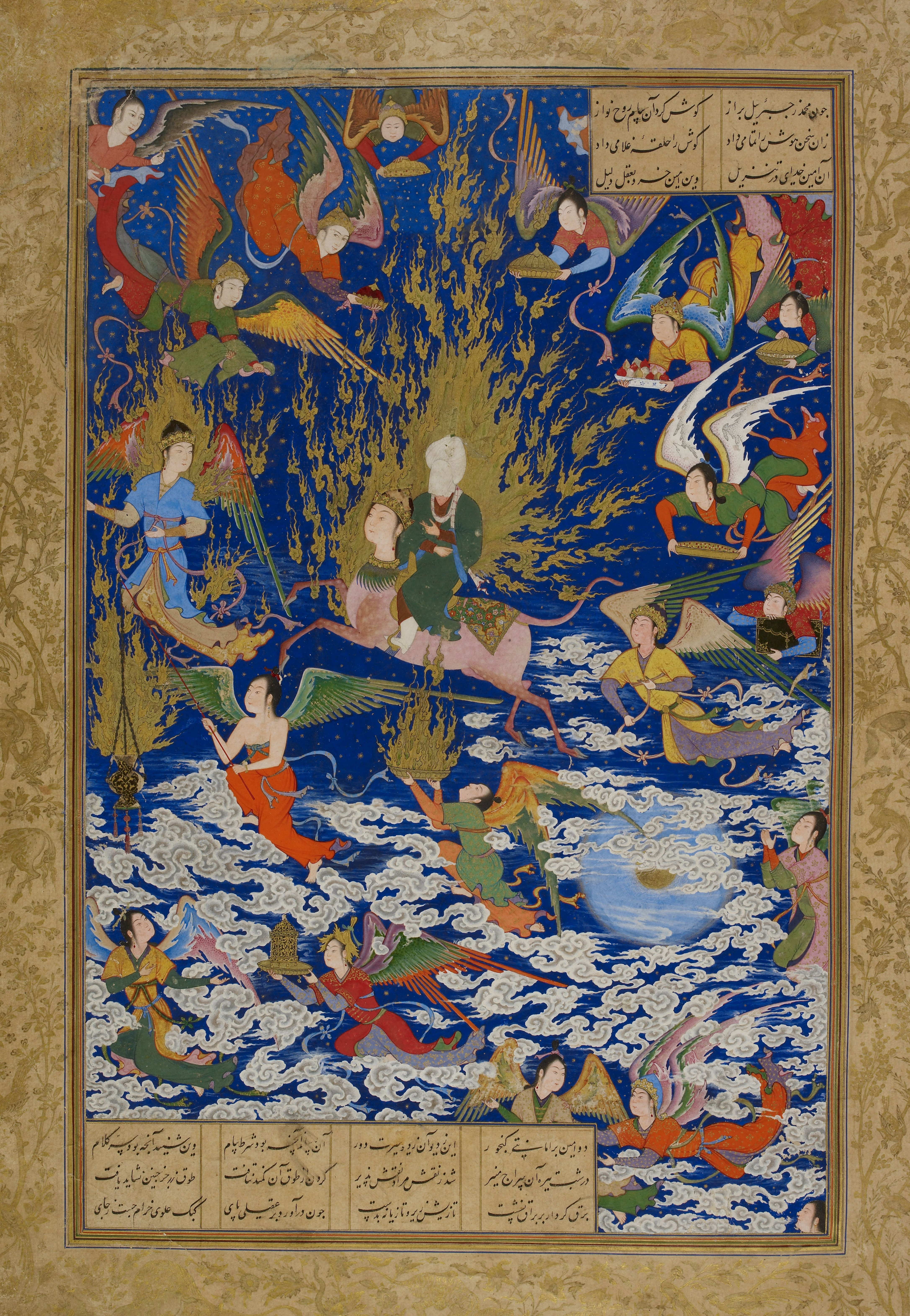
نگارگری سلطان محمد در خمسه نظامی قرن شانزدهم
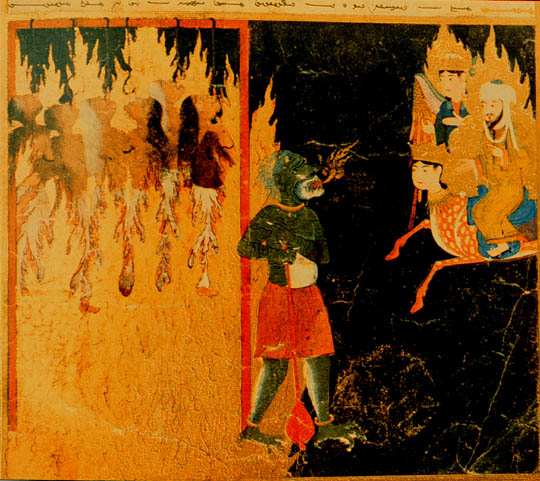
نگارگری ایرانی قرن پانزدهم
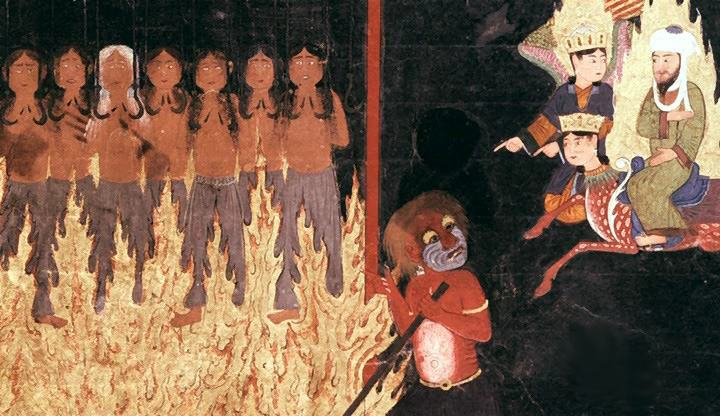
نگارگری ایرانی قرن پانزدهم
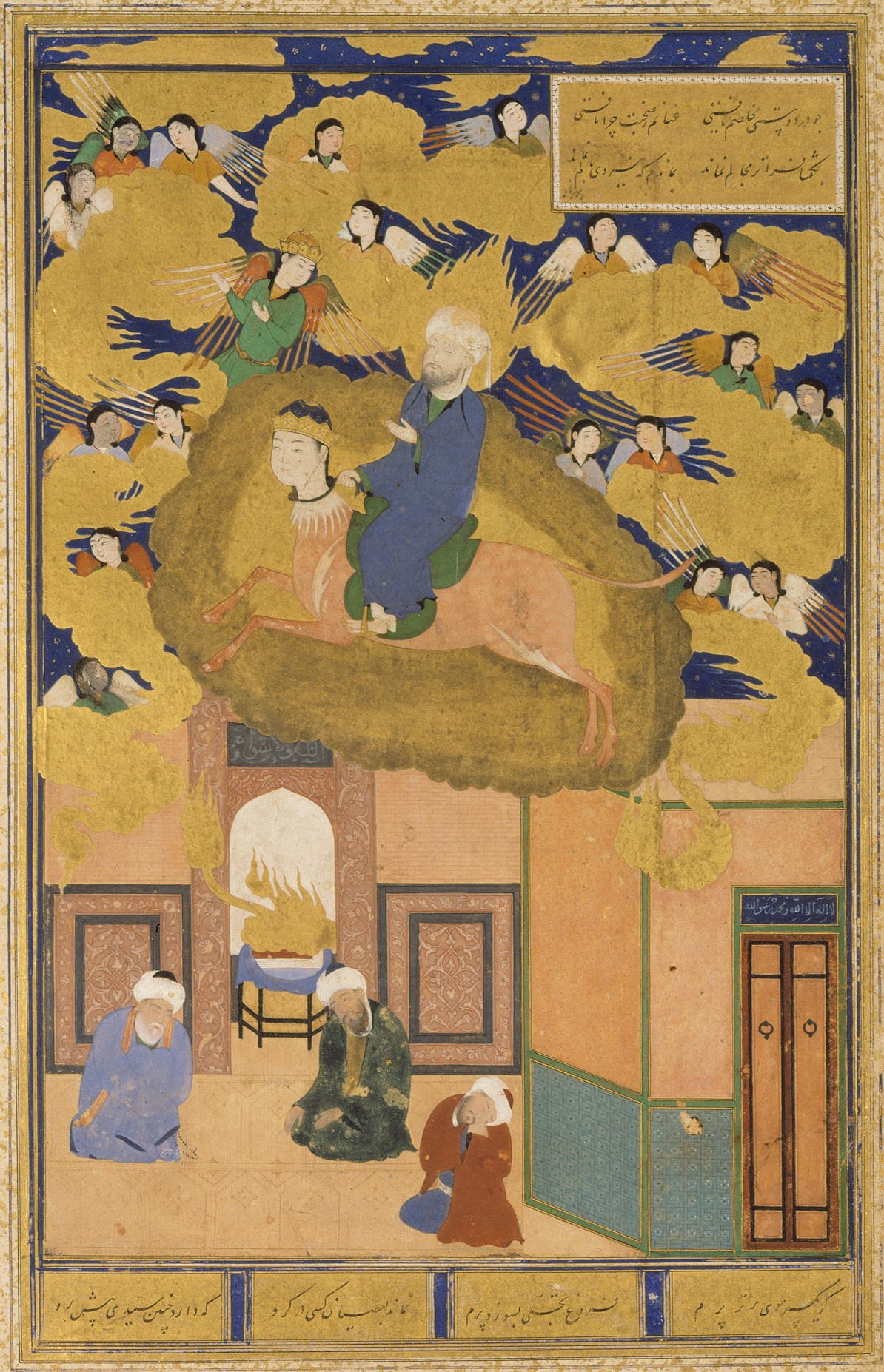
نگارگری ایرانی قرن شانزدهم
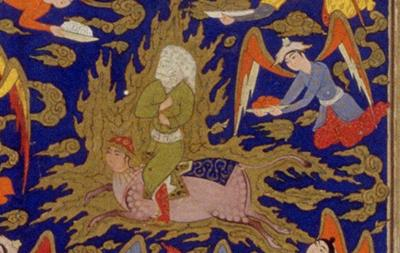
نگارگری ایرانی قرن شانزدهم
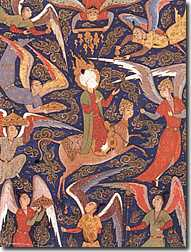
نگارگری ایرانی قرن شانزدهم
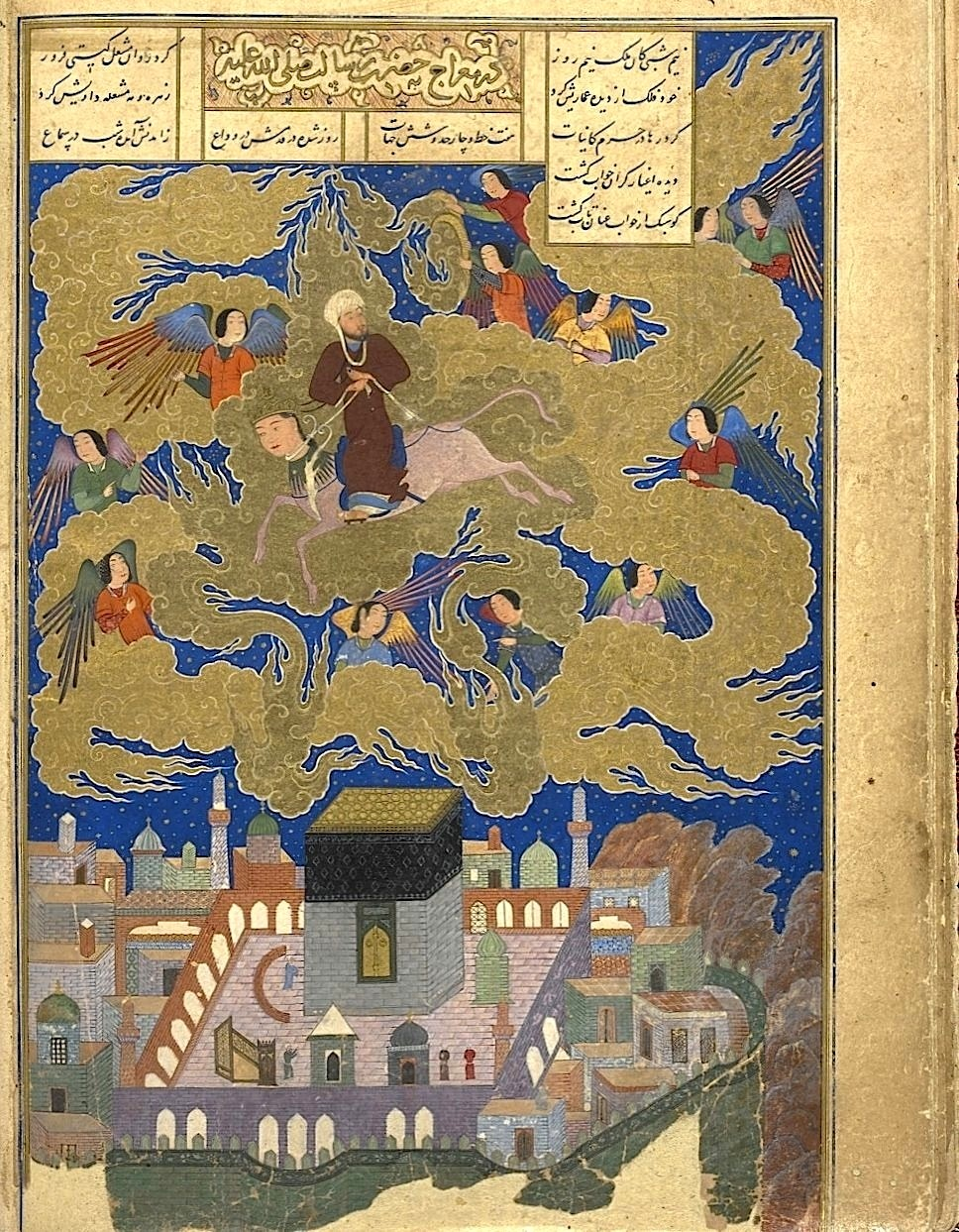
اثر کمال الدین بهزاد